# Tou Samouth
Tou Samouth (1915 - 1962), nhà cách mạng người Campuchia, chủ tịch đảng Nhân dân Cách mạng Khmer. Ông sinh ra ở Campuchia và lớn lên tại Nam kỳ Việt Nam. Ông là đảng viên đảng Cộng sản Đông Dương cuối những năm 1940, là một trong những người sáng lập ra đảng Nhân dân Cách mạng Khmer. Ông mất tích vào tháng 7 năm 1962 trong một hoàn cảnh gây tranh cãi.
Ông cũng tham gia chiến dịch biên giới (1951-1953) trong hàng ngũ Việt Minh. Ông là người lãnh đạo tối cao trong Khmer Issarak. Sau một thời gian học tập cách mạng ở miền Bắc Việt Nam, ông trở về Phnôm Pênh để tiến hành cách mạng trong nước. Năm 1960, trong Đại hội Lần thứ I, đảng Nhân dân Cách mạng Khmer đổi tên thành Đảng Cộng sản Campuchia, Samouth bầu làm tổng thư ký của Đảng. Ông từng là Bộ trưởng Bộ Nội vụ của chính phủ kháng chiến Khmer từ năm 1951-1956.